# Colchicum minutum
Colchicum minutum är en tidlöseväxtart som beskrevs av Karin Persson. Colchicum minutum ingår i släktet tidlösor, och familjen tidlöseväxter. Inga underarter finns listade i Catalogue of Life.